# Alphonse Dubuisson
Pour les articles homonymes, voir Dubuisson.
Désiré Alphonse Dubuisson, né le 31 janvier 1839 à Lille et décédé le 6 juillet 1920 dans la même ville, est un architecte français

## Famille
Il s'est marié le 23 février 1870 à Lille avec Nelly Herbé (1845-1915) avec qui il a eu 4 enfants dont Jeanne Dubuisson-Escalle (1870-1956), Émile Dubuisson (1873-1947, qui deviendra un architecte) et la peintre Marguerite (1883-1967).
Jeanne, Émile et Marguerite ont suivi les cours de l'école des beaux-arts de Lille. Jeanne travaillera dans l'atelier de Pharaon de Winter et devient une artiste reconnue. Marguerite, également peintre, sera enseignante à l'école de beaux-arts de Lille. La famille Dubuisson aura un grand rayonnement artistique régional à partir de 1910.

## Réalisations notables
- 1879-1883 : agrandissement de l'église Saint-Martin à Croix
- 1907 : hospice des Incurables à Saint-André-lez-Lille[3]